# 愛知陸運
愛知陸運株式会社（あいちりくうん、英: Aichi Rikuun Co.,Ltd. ）は、愛知県小牧市に本社を置く日本の物流会社。2014年の本社機能統合により、登記上の本店は小牧市のまま、本社業務は愛知県豊田市（豊田物流センター）で行われている。

## 概要
1940年（昭和15年）6月創業。トヨタ自動車の子会社で、主にトヨタグループへの自動車部品輸送と一般商品の物流サービスを行なっている。

## 沿革
- 1940年（昭和15年）6月 - 名古屋操車トラック株式会社を設立[3]。
- 1941年（昭和16年）12月 - 商号を「愛知陸運株式会社」に変更[3]。
- 1942年（昭和17年）6月 - 愛知運輸有限会社、小西組運輸株式会社、御器所トラック合同有限会社を合併[3]。
- 1992年（平成4年）8月 - 新しいロゴ・マークを制定[3]。
- 2008年（平成20年）3月 - 豊田物流センター 開設[3]。
- 2012年（平成24年）6月 - マスコットキャラクター 「リックン」誕生[3]。
- 2014年（平成26年）1月 - 豊田物流センターに本社機能を統合。なお登記上の本店は小牧市のまま[3]。

## サービス
- 特別積合せ輸送
- 貸切輸送
- エアカーゴ
- 引越サービス

## 関連会社
- 愛陸急送株式会社（愛知県豊田市鴛鴨町石川156番地）[4]
- 愛陸商事株式会社（愛知県小牧市新小木三丁目20番地）[4]
- 豊友輸送株式会社（愛知県豊田市前林町音羽44）[4]
- 株式会社TSL（愛知県海部郡飛島村木場2丁目64番1）[4]